# Apium
Pour l’article ayant un titre homophone, voir Appium.
Genre
Synonymes
- Panulia (Baill.) Koso-Pol.

Apium est un genre de plantes à fleurs de la famille des Apiacées (ou Ombellifères). Au sens large, il inclut Helosciadium. Il regroupe des plantes herbacées, appelées aches ou céleris. L'espèce la plus connue est le céleri commun, dont plusieurs variétés sont cultivées comme légumes ou plantes condimentaires.
Apium désignait chez les latins des ombellifères appelées ache domestique ou ache sauvage.
C'est ce genre qui a donné son nom à la famille des Apiacées.

## Caractéristiques générales
Ce sont des plantes herbacées bisannuelles, à petites fleurs blanchâtres groupées en ombelles.

## Distribution
Les espèces de ce genre sont originaires des régions tempérées de l'ancien monde : Europe, Afrique du Nord, Asie occidentale. L'ache se plait dans les sols salés, en bord de mer, de la Corse à la Norvège.

## Liste d'espèces
Des études de phylogénie moléculaire  font apparaître une séparation au sein de genre Apium, entre la branche Apium et le sous-genre Helosciadium que l'on doit rattacher à la tribu des Oenantheae. Le genre Apium ne comporterait, en Europe, que l'espèce Apium graveolens .
Selon ITIS (17 juin 2016) :
- Apium graveolens L. - le céleri odorant
- Apium nodiflorum (L.) Lag. - voir Helosciadium nodiflorum W.D.J.Koch (Ache nodiflore)
- Apium prostratum Labill.
- Apium repens (Jacq.) Lag.

On cite aussi Apium inundatum(L.) Rchb.f. voir Helosciadium inundatum (L.) ex W.D.J.Koch (Ache inondée)
Selon GRIN (17 juin 2016) :
- Apium graveolens L.
- Apium graveolens var. dulce (Mill.) DC.
- Apium graveolens var. graveolens
- Apium graveolens var. rapaceum (Mill.) DC.
- Apium graveolens var. secalinum Alef.
- Apium panul (DC.) Reiche
- Apium prostratum Labill.

## Utilisation
- légume : céleri-branche, céleri-rave
- Plante condimentaire : céleri
- En décoration architecturale du Moyen Âge, la feuille d'Ache a été souvent reproduite lors de la période ogivale ainsi que dans l'art du blason.

## Histoire
Les Grecs en couronnaient les vainqueurs des Jeux isthmiques : les vertes tiges de l'ache couronnent le front de ce vainqueur heureux (Pindare).

## Symbolisme
Elle symbolise une jeunesse triomphante et joyeuse.  Si elle jouait un rôle important dans les cérémonies funèbres, c'était pour indiquer l'état d'éternelle jeunesse, auquel le défunt venait d'accéder.